# Багданово
Багданово — деревня в Дубровическом сельском поселении Рязанского района Рязанской области России.

## Расположение
Расположена в 16,5 км на восток от Рязани.

## Население
| 2010 |
| ---- |
| 6    |